# Räkeholm Raumo
Räkeholm (fi: Reksaari)  är en ö i Finland. Den ligger i Bottenhavet och i kommunen Raumo i den ekonomiska regionen  Raumo ekonomiska region i landskapet Satakunta, i den sydvästra delen av landet. Ön ligger omkring 37 kilometer sydväst om Björneborg och omkring 220 kilometer nordväst om Helsingfors.
Öns area är 3,3 kvadratkilometer och dess största längd är 3,9 kilometer i sydöst-nordvästlig riktning.